# Бахшалиев, Фазиль Эйнулла оглы
Фазиль Эйнулла оглы Бахшалиев (азерб. Fazil Eynulla oğlu Baxşəliyev) — азербайджанский историк, профессор кафедры «Истории славянских стран» исторического факультета Бакинского государственного университета, доктор исторических наук.

## Жизнь и научная деятельность
Фазиль Бахшалиев родился 24 апреля 1955 года в городе Агдам.
В 1972 году окончил среднюю школу в Агдаме. В 1972 году поступил на исторический факультет Азербайджнского государственного университета. Окончил университет в 1977 году.
В 1977—1981 годах работал в 3-й общеобразовательной школе города Агдама. В 1981-88 годах работал в Ханкендинском государственном педагогическом институте.
В 1987 году защитил диссертацию. Тема диссертации — «Достижения науки и применение лучших практик в сельском хозяйстве».
С 1988 по 1990 год работал в Гянджинском государственном педагогическом университете. В 1990-99 годах продолжил деятельность в Азербайджанском государственном педагогическом университете. В 1999—2005 годах работал в средней школе № 160 города Баку. С 2005 года работает в Бакинском государственном университете. Его кафедра — «История славянских стран».
Тема его докторской диссертации — «Предпринимательское село Северного Азербайджана в конце XIX — начале XX веков».
Он автор 77 статей, 2 монографий и 1 книги.

### Область исследования
Направление исследований — «История новой эпохи в России», «Предпринимательское село Северного Азербайджана в конце XIX — начале XX веков»

## Участие в международных семинарах, симпозиумах и конференциях
- Статья «Революция 1917 года в России: на пути к восстановлению независимости Азербайджана» Материалы Всероссийской научно-практической конференции: Россия на рубеже эпох: К 100-летию Русской революции 1917 года. Республика Башкортостан, Стерлитамак 14 апреля 2017 г.
- Статья «Об общественно-политической деятельности М. П. Вагифа» Материалы конференции, посвященной 300-летию выдающегося азербайджанского поэта и общественного деятеля М. П. Вагифа в ноябре 2017 года на филологическом факультете Бакинского государственного университета.
- Статья «Азербайджанские женщины — одна из ведущих сил нашего современного общества» Материалы научно-практической конференции «Гендерные проблемы и современный Азербайджан» 24-25 ноября 2017 года в Азербайджанском университете.
- Дипломная работа «Экономическое сотрудничество Азербайджанской Республики с исламскими странами» Материалы Республиканской научно-методической конференции «Исламская солидарность — 2017: реалии и перспективы» 26-27 апреля 2017 года в Бакинском государственном университете.
- Диссертация «Дж. Фон Хаммер об основании Османской империи» в материалах Республиканской научно-практической конференции по изучению и преподаванию истории тюркских народов в Азербайджане 18-19 мая 2017 года в Бакинском государственном университете.
- Диссертация на тему «Новые аспекты аграрной политики царизма в предпринимательской деревне Северного Азербайджана в начале XX века» Актуальные проблемы азербайджанистики 4-5 мая 2017 года. В материалах Международной научно-практической конференции, посвященной 94-летию общенационального лидера Гейдара Алиева.
- Межрегиональная научно-практическая конференция на тему «Необходимость укрепления солидарности общества против экстремизма в современном мире» на тему «Противодействие распространению идеологии экстремизма и терроризма среди молодежи». Уфа, Россия. В материалах конференции
- Диссертация «Последний этап крестьянской реформы на Кавказе» 26-27 мая 2017 г. Материалы II Всеукраинской социально-гуманитарной конференции в материалах Международной научно-практической конференции.
- Диссертация на тему «Расширение и важность сотрудничества между исламскими странами» была опубликована 1-2 июня 2017 года в материалах Международной научной конференции "Актуальные проблемы национального самоопределения и самоутверждения народов в современном меняющемся мире. "
- Дипломная работа «Необходимость сохранения истории и самобытности Баку в контексте урбанизации» в материалах Международной научной конференции «Защита культурного наследия и биоразнообразия в контексте урбанизации» 29-30 апреля 2017 года в Азербайджане. Технический университет
- О деятельности Парламента Азербайджанской Демократической Республики, ПРОДОЛЖЕНИЕ Международной конференции по УСТОЙЧИВОМУ РАЗВИТИЮ И АКТУАЛЬНЫМ ПРОБЛЕМАМ ГУМАНИТАРНЫХ НАУК, посвященной 95-летию Общенационального лидера Гейдара Алиева, 14-15 мая 2018 г., с.414-416
- Создание и деятельность генерал-губернатора Карабаха. Демократическая Республика — 100: первая парламентская республика на мусульманском Востоке 21-23 мая 2018 г. Резюме Международной научной конференции с.79
- О создании и деятельности Карабахского генерал-губернаторства. Материалы международной научной конференции, посвященной 100-летию Азербайджанской Демократической Республики 21-23 мая 2018 г., стр. 105—109.

## Избранные статьи
- О роли и месте крестьянства в колониальной политике царизма XIX в. Новости педагогического университета. N2, Баку, 2002., с.270-275.
- Об отношении России к Высшей мусульманской встряске на Южном Кавказе. Новости педагогического университета. N3, Баку, 2002., с. 143—148.

- Некоторые заметки об эволюции крестьянской зависимости в Северном Азербайджане после крестьянской реформы 14 мая 1870 года. Материалы республиканской научной конференции, посвященной 84-летию Азербайджанской Демократической Республики. Баку, 2002., с. 22-28.
- Некоторые заметки о формах собственности на землю в Северном Азербайджане после российской оккупации. История и её проблемы N3. Баку, 2002. С. 41-46.
- 14 мая 1870 г. Некоторые заметки о подготовке крестьянской реформы. Баку, Научные новости СумГУ стр.2, N3, стр. 31-35. 2006 г.

- Закон от 20 декабря 1912 года или новая крестьянская реформа на Южном Кавказе. Баку, 2007 г.
- Некоторые особенности аграрной политики царизма или подготовка новой крестьянской реформы в Северном Азербайджане в начале XX века. История и её проблемы N3. Баку, 2007, с.44-50.
- Некоторые особенности аграрной политики царизма в Северном Азербайджане в начале XX века. Баку, 2008 г.
- Программа магистратуры по истории славянских стран. Баку, 2008 г.
- Организация заливных комиссий в губерниях Южного Кавказа и их роль в подготовке крестьянской реформы 14 мая 1870 г. БГУ-Новости (серия гуманитарных наук N1, Баку, 2008. С. 70-76.
- Предпринимательское село Северного Азербайджана Накануне подготовки крестьянской реформы 14 мая 1870 года и в первый период после неё. Материалы научно-практической конференции исторического факультета, посвященной 90-летию БГУ. Баку, 2009. С. 242—246.
- Положение азербайджанской предпринимательской деревни после реформы 14 мая 1870 года. Азербайджанская археология и этнография, N2, Баку, 2010., с. 177—182.
- О двух основных этапах реализации сельской реформы 1870 г. в Северном Азербайджане. Новости Бакинского Университета (серия гуманитарных наук) N3, Баку., 2010, с.87-93.
- Новые черты в ситуации с землевладением в Северном Азербайджане в начале XX века. Тезисы Международной научной конференции о тюркском мире вчера и сегодня. Баку 2011., с. 358—262.
- Северная Азербайджанская Республика в конце XIX века. Успехи и перспективы. Материалы Международной научной конференции 16 ноября 2011 г. Баку. 2012., с.60-65.
- Развитие товарно-капиталистических отношений в шелководстве в предпринимательской деревне Северного Азербайджана в начале XX века. История государственности Азербайджана. Материалы республиканской научной конференции. Сумгаит. 2012., с. 105—109.
- Стратификация сельского хозяйства в предпринимательской деревне Азербайджана 70-90-х годов XIX века. История и её проблемы N2, Баку, 2013., с.250-255.[3]
- Участие представителей торгово-промышленных кругов в сельскохозяйственной жизни Северного Азербайджана в конце XIX веков . Гилея: научный вестник . Выпуск N83. Киев 2013., с. 136—139 (на русском языке).
- Аграрная политика Российской империи в Закавказье в конце XIX — начале XX веков Кавказ и Глобализация. Выпуск 3-4. 2013. (на русском языке)
- The Russian Empire in Transcaucasia Agrarian policy of the late XIX early XX centuries Istitute of Strategic Studies of the Caucasus the Caucausus Globalization . Journal of Social, Political and Economic Studies Volume 7 issue 3-4 2013 p 157—164 (inglish language)
- 1870 г. Провозглашение крестьянской реформы знаменует начало новой фазы в отношении царизма к Высшему мусульманскому движению. История и её проблемы N4, Баку, 2014., с.250-255.[4]
- Establish of Russian settlements in Azerbaijan village and their further situation. International scientific journal Law and Plotology N29. 2015.
- Переселение русских в азербайджанское село. Журнал Кавказского университета. Международный журнал стр. 50-55.
- К проблеме становления товарно-капиталистических отношений в предпринимательской деревне в советской и национальной историографии Азербайджана. Актуальные проблемы азербайджановедения. Материалы Международной научной конференции, посвященной 92-летию общенационального лидера Гейдара Алиева Часть I. 5-7 мая 2015. Баку с.143-145.
- The Russian Empire in Transcaucausia : agrarian policy of the late XIX early XX centuries (sociology of historically process) American Society of International Law november 2015 vol 109 p 131—141 (inglis dilində)
- The Regional Agrarian Policy of Russia for Transcaucasia after Peasant Reforms (Late Nineteenth to Early Twentieth Century). «The American Journal of International Law» November-December 2015. Impact Factor: 1.056, Vol.109, No.6, s.131-141
- Русские переселенцы в Азербайджан и их дальнейшая судьба. Вопросы истории 2016 N1., с 76-81
- УНИВЕРСАЛЬНЫЕ ВОПРОСЫ МНОГОКУЛЬТУРНОЙ КУЛЬТУРЫ АЗЕРБАЙДЖАНА. Материалы научно-практической конференции, состоявшейся 7 декабря 2016 года на тему «Исторический путь независимого Азербайджана за 25 лет». Баку 2016.
- О формах борьбы предпринимательских крестьян в азербайджанском селе после российской оккупации. История и её проблемы N3 2017-Баку. стр.74-78
- Способы образования крестьян Рамджбар в азербайджанском селе после российской оккупации. соавтор Новости БГУ (серия гуманитарных) N2, 2017, 131—137
- В выпуске «Новости Бакинского университета» (серия гуманитарных наук) за 2017-3 годы «Вопросы социального и правового положения сельских жителей ранчо в азербайджанском селе после российской оккупации».
- В выпуске «Новости Бакинского университета» (серия гуманитарных наук) за 2017-4 годы «Экономическая деятельность сельских жителей ранчо в азербайджанском селе после российской оккупации».
- «Усиление борьбы крестьян-предпринимателей в азербайджанских селах в период российской оккупации» Журнал Азербайджанского Государственного Педагогического Университета № 4 2017
- Краткий анализ основных изменений в предпринимательской деревне Северного Азербайджана после крестьянской реформы 14 мая 1870 года. соавтор Фирдовси Исмайлов. История и её проблемы, N4, 2018, стр.18-21
- Вопросы правил крестьянского хозяйства в российской политике в Северном Азербайджане в XIX веке. История и её проблемы, 2019 N3, с.55-59
- Вопросы управления крестьянским хозяйством в колониальной политике России в Северном Азербайджане. соавтор Фирдовси Исмайлов. История и её проблемы, 2019, N4. С. 22-26.

## Книги
- «Села Карабаха» Баку, 2007 г.
- Азербайджанская предпринимательская деревня после крестьянской реформы 1870 года. ELM. 2014 г.
- Предпринимательские крестьяне Азербайджана после русской оккупации (1820—1890) Научно-просветительское издательство Баку. 2015 г.